# Красногрудый длиннокрылый попугай
Красногрудый длиннокрылый попугай (лат. Poicephalus rufiventris) — птица семейства попугаевых.

## Внешний вид
Длина тела 24 см. Брюшная сторона у самцов оранжево-красная, у самок зелёная с оранжевым оттенком. Спина лимонно-бирюзовая. Голова, шея, зоб и горло коричневого цвета с красноватым оттенком. Надхвостье, подхвостье и поясница зелёные. Клюв и окологлазное кольцо чёрные. Ноги серые. Радужка красная.

## Распространение

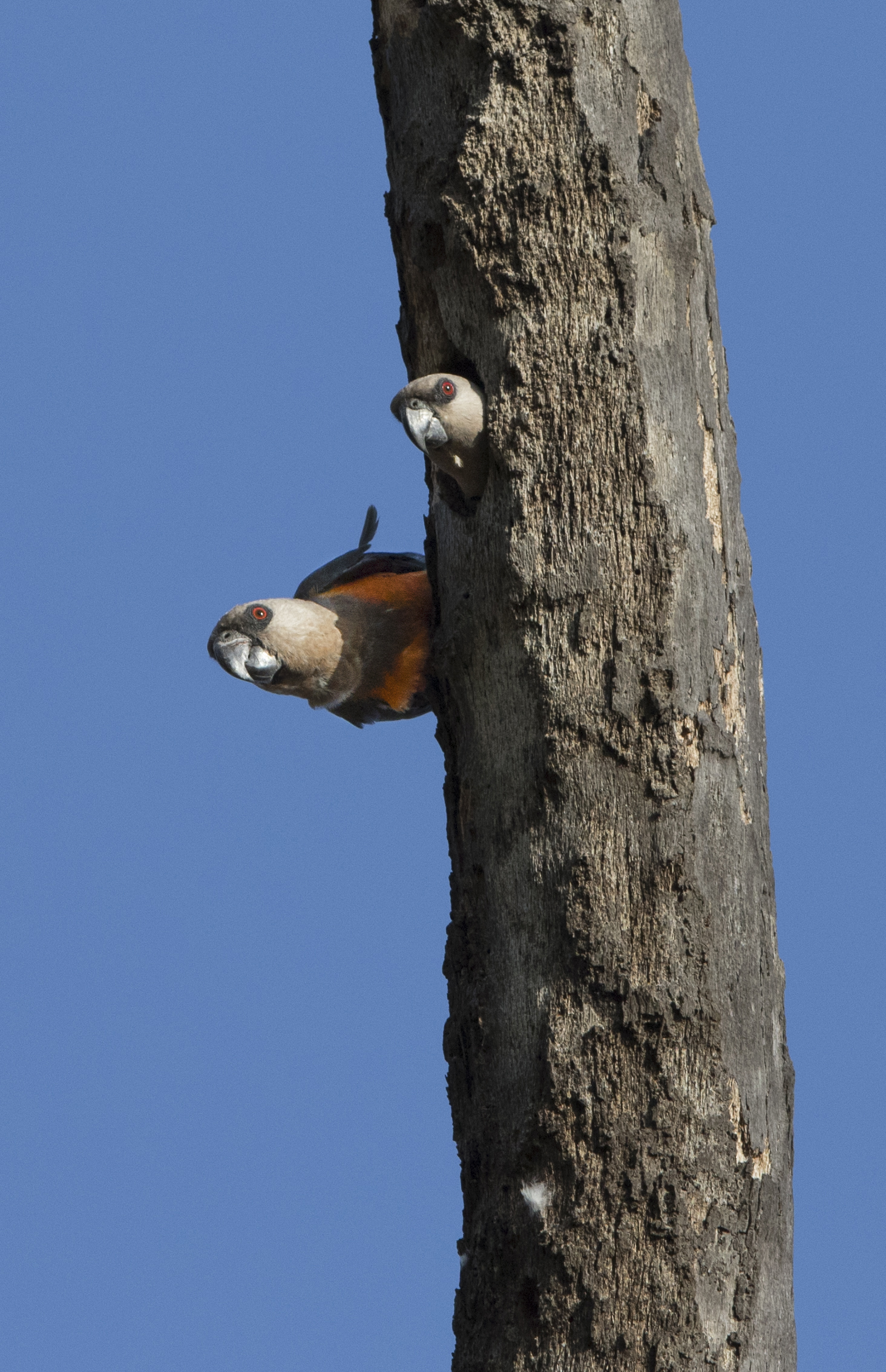
Poicephalus rufiventris в Самбуру

Обитает в Эфиопии, Сомали, Кении и на севере Танзании.

## Образ жизни
Населяют сухие, колючие кустарниковые саванны, акациевые и баобабовые рощи, пролески, поднимаясь до высоты 1500 м над уровнем моря, а во время созревания инжира — до 2 км. Живут парами или небольшими группами. Редок.

## Размножение
В кладке обычно 3-4 яйца.

## Содержание
Молодые попугаи легко привыкают к неволе. Средняя продолжительность жизни — 15-20 лет.

## Классификация
Вид включает в себя 2 подвида:
- Сомалийский красногрудый длиннокрылый попугай Poicephalus rufiventris pallidus Someren, 1922 — коричневый цвет оперения бледнее, чем у номинативного подвида. Обитает в Эфиопии и Сомали.
- Красногрудый длиннокрылый попугай Poicephalus rufiventris rufiventris (Ruppell, 1845) — номинативный подвид. Обитает в Кении, центральных районах Эфиопии, на северо-востоке Танзании.